# Abdul Khalili
Abdul Rahman Khalili (tiếng Ả Rập: عبد الرحمن خليلي; sinh 7 tháng 6 năm 1992) là một cầu thủ bóng đá Thụy Điển gốc Palestine thi đấu cho câu lạc bộ Thổ Nhĩ Kỳ Gençlerbirliği ở vị trí tiền vệ. Anh họ của anh là Imad Khalili.

## Sự nghiệp quốc tế
Khalili là một phần của đội hình U-21 Thụy Điển vô địch Giải vô địch châu Âu 2015, mặc dù nỗ lực của anh trong loạt sút luân lưu ở trận chung kết bị cản phá bởi thủ môn Bồ Đào Nha José Sá.

## Danh hiệu

### Quốc tế
U-21 Thụy Điển
- Giải bóng đá U-21 vô địch châu Âu: 2015